# Ville de Lismore
La ville de Lismore (en anglais : City of Lismore) est une zone d'administration locale située dans l'État de Nouvelle-Galles du Sud en Australie. 

## Géographie
Lismore s'étend sur 1 290 km2 dans la région de la Côte Nord à l'extrémité nord-est de la Nouvelle-Galles du Sud. Elle est traversée par le Wilson, un affluent du Richmond. La principale voie de circulation est la Bruxner Highway.
La principale agglomération de la zone est Lismore, qui regroupe également les banlieues de Chilcotts Grass, East Lismore, Girards Hill, Goonellabah, Howards Grass, Lismore Heights, Loftville, North Lismore, Richmond Hill et South Lismore. Elle comprend les localités de Bentley, Bexhill, Blakebrook, Blue Knob, Booerie Creek, Buckendoon, Caniaba, Clunes, Coffee Camp, Corndale, Dorroughby, Dungarubba, Dunoon, East Coraki, Eltham, Fernside, Georgica, Goolmangar, Gundurimba, Jiggi, Keerrong, Koonorigan, Larnook, Leycester, Lillian Rock, Lindendale, McKees Hill, Modanville, Monaltrie, Nimbin, North Woodburn, Numulgi, Pearces Creek, Rock Valley, Rosebank, Rous Mill, Ruthven, South Gundurimba, Terania Creek, The Channon, Tregeagle, Tucki Tucki, Tuckurimba, Tullera, Tuncester, Tuntable Creek, Whian Whian, Woodlawn, Wyrallah et Yeagerton.

## Histoire
Lismore est érigée en municipalité en 1879 avant d'être élevée au statut de ville (city) le 9 septembre 1946.

## Démographie
En 2016, la population s'élevait à 43 135 habitants.

## Politique et administration
Le conseil municipal comprend onze membres, dont le maire, élus pour un mandat de quatre ans. Les dernières élections se sont tenues le 4 décembre 2021.

### Composition du conseil
| Élections | Équipe Steve Krieg | Verts | Parti travailliste | Notre avenir soutenable | Indépendants |
| --------- | ------------------ | ----- | ------------------ | ----------------------- | ------------ |
| 2016      | -                  | 2     | 3                  | 1                       | 5            |
| 2021      | 6                  | 2     | 1                  | 1                       | 1            |

### Liste des maires
| Période                                  | Période        | Identité              | Étiquette    | Qualité |
| ---------------------------------------- | -------------- | --------------------- | ------------ | ------- |
| Les données manquantes sont à compléter. |                |                       |              |         |
| septembre 2008                           | septembre 2016 | Jenny Dowell          | Travailliste |         |
| septembre 2016                           | février 2021   | Isaac Smith           | Travailliste |         |
| 9 février 2021                           | décembre 2021  | Vanessa Grindon-Ekins | Verts        |         |
| décembre 2021                            | en cours       | Steve Krieg           |              |         |